# Almost Famous
Almost Famous är en amerikansk film från 2000 i regi av Cameron Crowe. I huvudrollerna syns Patrick Fugit och Kate Hudson. 
Filmen vann två Golden Globe och en Oscar för bästa originalmanus.

## Handling
Året är 1973. William är 15 år gammal och hans mamma vill att han ska bli advokat en dag. William själv har dock helt andra planer. Hans stora intresse är rockmusik och han vill bli rockjournalist. Och plötsligt en dag verkar det som att hans dröm kan bli verklighet. Han får ett väldigt intressant erbjudande - han får 1000 dollar om han skriver en artikel om bandet Black Sabbath. Erbjudandet kommer från journalisten Lester Bangs. När han sedan ska intervjua Sabbath kommer han inte in backstage då han inte står med på deras gästlista. Kort därefter träffar han på bandet Stillwater (och även Penny Lane och diverse andra band-aids), som låter William följa med backstage. Stillwater har precis släppt en ny skiva och ska ge sig ut på en turné. William får då ett erbjudandet av den stora tidningen Rolling Stone att följa Stillwater och skriva om resan och intervjua bandmedlemmarna. Rolling Stone betalar dessutom hans omkostnader (flygbiljetter, hotellrum, etcetera). William tackar ja till erbjudandet men inser snart att han inte vet vad han givit sig in på.

## Bakgrund
Filmen är mer eller mindre självbiografisk. Regissören Cameron Crowe arbetade själv i unga år som journalist åt tidningen Rolling Stone och filmen är delvis baserad på hans egna erfarenheter av såväl möten med berömda rockmusiker, som av tidsandan i populärmusikvärlden.
"Stillwater" är ett fiktivt rockband, baserat på historier och Crowes självupplevda minnen av band han träffade under sin tid som musikjournalist. Det har funnits ett amerikanskt rockband vid namn Stillwater, men deras framgångar inföll under den senare delen av 1970-talet och de spelade en mjukare sorts sydstatsrock, snarare än den mer klassiska rock filmens band står för.
Bandet i filmen är till stor del baserat på The Allman Brothers Band, men har också andra förebilder. I en scen står gitarristen Russell på ett hustak och ropar "I am a golden god!". Scenen är baserad på en mytomspunnen incident där Led Zeppelins sångare Robert Plant vid en fest ska ha ropat samma sak från en balkong. Basisten och trummisen i Stillwater, Larry Fellows och Ed Vallencourt, är också utseendemässigt påfallande lika Led Zeppelins verkliga motsvarigheter, John Paul Jones och John Bonham.
En annan scen där William förgäves försöker få till en privat intervju med Russell Hammond, gitarristen i Stillwater, är också baserad på en verklig händelse där Jimmy Page i Led Zeppelin inte ville komma ut från sitt hotellrum.
Bandet befinner sig senare i filmen i ett flygplan, där det utspelas en stark scen baserad på ett tillfälle då Crowe följde med The Who på turné.
Stillwaters låtar skrevs av Crowes dåvarande fru Nancy Wilson och rocklegenden Peter Frampton. Bland de låtar som hörs i filmen kan nämnas bland andra "Fever Dog", "Love Comes and Goes" och "You Had to Be There". Wilson skrev även flera stycken filmmusik som framfördes på akustisk gitarr.

## Soundtrack
Filmen utspelar sig år 1973 och i filmen får man höra mycket amerikansk och brittisk rockmusik som gjordes under början av 1970-talet och slutet av 1960-talet.
Filmens soundtrack innehåller bland annat delar av:
- Elton John - "Tiny Dancer"
- Simon and Garfunkel - "America"
- The Who - "Sparks"
- Cat Stevens - "The Wind"
- Black Sabbath - "Paranoid"
- Led Zeppelin - "That's the Way"
- David Bowie - "I'm Waiting for the Man"
- The Beach Boys - "Feel Flows"
- The Jimi Hendrix Experience - "Voodoo Child (Slight Return)"
- Led Zeppelin - "The Rain Song"

## DVD-utgåvan
DVD-utgåvan innehåller två versioner av filmen; både bioversionen (som är ungefär två timmar lång) och "The Extended Cut" (som är trettio minuter längre). DVD:n innehåller även mycket extramaterial; bland annat en "konsert" där Stillwater framför tre hela låtar live, en musikvideo och en lista över Cameron Crowes favoritalbum från 1973.   

## Rollista (i urval)
- Billy Crudup - Russell Hammond, gitarrist
- Frances McDormand - Elaine Miller, Williams mamma
- Kate Hudson - Penny Lane (Lady Goodman), band aid
- Jason Lee - Jeff Bebe, sångare
- Patrick Fugit - William Miller, sexton år gammal
- Anna Paquin - Polexia Aphrodisia, band aid
- Fairuza Balk - Sapphire, band aid
- Noah Taylor - Dick Roswell, manager
- Philip Seymour Hoffman - Lester Bangs, rockjournalist
- Zooey Deschanel - Anita Miller, Williams syster
- Michael Angarano - William Miller, elva år gammal
- John Fedevich - Ed Vallencourt, trummis
- Mark Kozelek - Larry Fellows, basist
- Liz Stauber - Leslie, Russells flickvän
- Jimmy Fallon - Dennis Hope, manager
- Terry Chen - Ben Fong-Torres, redaktör
- Peter Frampton - Reg, Humble Pies manager
- Kyle Gass - Quince Allen, DJ (bara i "Extended Cut"-versionen)